# Targi Wschodnie

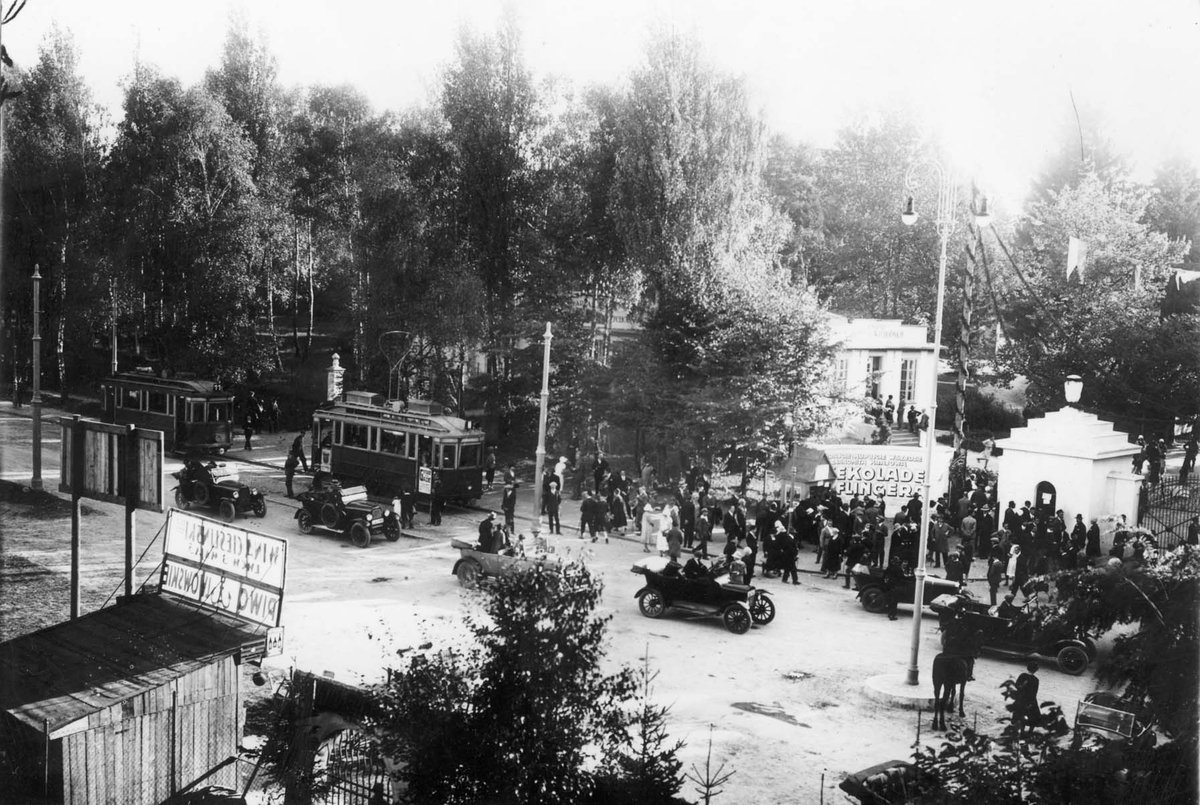
Hội chợ thương mại Miền Đông (Targi Wschodnie), lối vào chính

Hội chợ thương mại Miền Đông hoặc Targi Wschodnie trong tiếng Ba Lan (phát âm tiếng Ba Lan: [ˈtarɡʲi ˈfsxɔdɲɛ]) là một hội chợ thương mại lớn ở Đệ nhị Cộng hòa Ba Lan.

## Lịch sử
Nó được thành lập vào năm 1921 tại Lwów (nay là Lviv, Ukraine) ngay sau khi kết thúc chiến sự ở đó; được thiết kế để tạo thuận lợi cho quan hệ đối tác kinh doanh mới từ bên trong Ba Lan mà còn với Greater Romania, Hungary và Liên Xô trong số những nơi khác. Vị trí địa lý gần biên giới với một số quốc gia nước ngoài đã cho nó một vai trò quan trọng trong việc kích thích thương mại quốc tế và thúc đẩy sự phát triển kinh tế của Ba Lan.
Hội chợ Thương mại Miền Đông được tổ chức tại công viên thành phố hấp dẫn nhất của Lwów, được gọi là Công viên Stryj (Công viên Stryjski ở Ba Lan), nơi bức tranh Racławice Panorama nổi tiếng được trưng bày trong Triển lãm Quốc gia năm 1894, bên cạnh Cung điện Nghệ thuật mới được xây dựng (nay là một bể bơi trong nhà). Khoảng 130 gian hàng mới đã được dựng lên vào năm 1921 từ các thiết kế của Eugeniusz Czerwiński và Alfred Zachariewicz. Hội chợ thương mại hàng năm được tổ chức ở đó 18 lần trước cuộc xâm lược.

## Điểm nổi bật

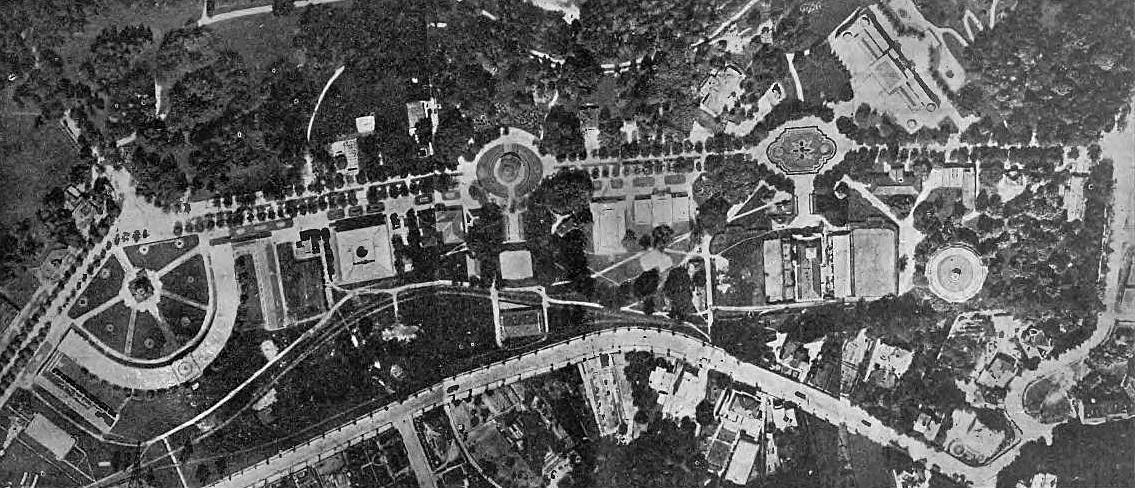
Nhìn từ trên không của Hội chợ Thương mại Miền Đông (1936)

Lễ khai mạc Hội chợ Thương mại Miền Đông đầu tiên được tổ chức vào ngày 25 tháng 9 năm 1921, đã bị hủy hoại bởi nỗ lực thất bại của một phần tử cực đoan người Ukraine, Stepan Fedak, để ám sát Ngoại trưởng Ba Lan, Józef Piłsudski. Trong khi Piłsudski tránh đạn, Thống đốc tỉnh Lwów, Kazimierz Grabowski, bị thương.
Đến năm 1928, Hội chợ có thể tự hào với 1.600 điểm triển lãm, khoảng 400 công ty nước ngoài. Năm đó, sự kiện đã thu hút 150.000 khách tham quan. Khu triển lãm bao gồm khoảng 220.000 mét vuông (2.400.000 foot vuông), với 46 gian hàng và các tòa nhà khác 20.000 m2 (220.000 foot vuông)         của tổng không gian triển lãm, cũng như khoảng 15.000 m2 (160.000 foot vuông) của khu vực trình diễn ngoài trời.
Khu hội chợ có đường ray riêng với trạm vận chuyển hàng hóa và kho, khu vực hải quan và cơ quan hải quan, tổng đài điện thoại và bưu điện, và kết nối xe điện đến thành phố. Hội chợ cuối cùng diễn ra vào năm 1938. Sự kiện tiếp theo sẽ diễn ra trong khoảng thời gian từ ngày 2 tháng 9 đến ngày 12 tháng 9 năm 1939, nhưng đã bị rút ngắn sau một tuần vì cuộc tấn công chung của Đức Quốc xã và Liên Xô vào Ba Lan.